# Oligernis
Oligernis là một chi bướm đêm thuộc họ Crambidae.